# Belot

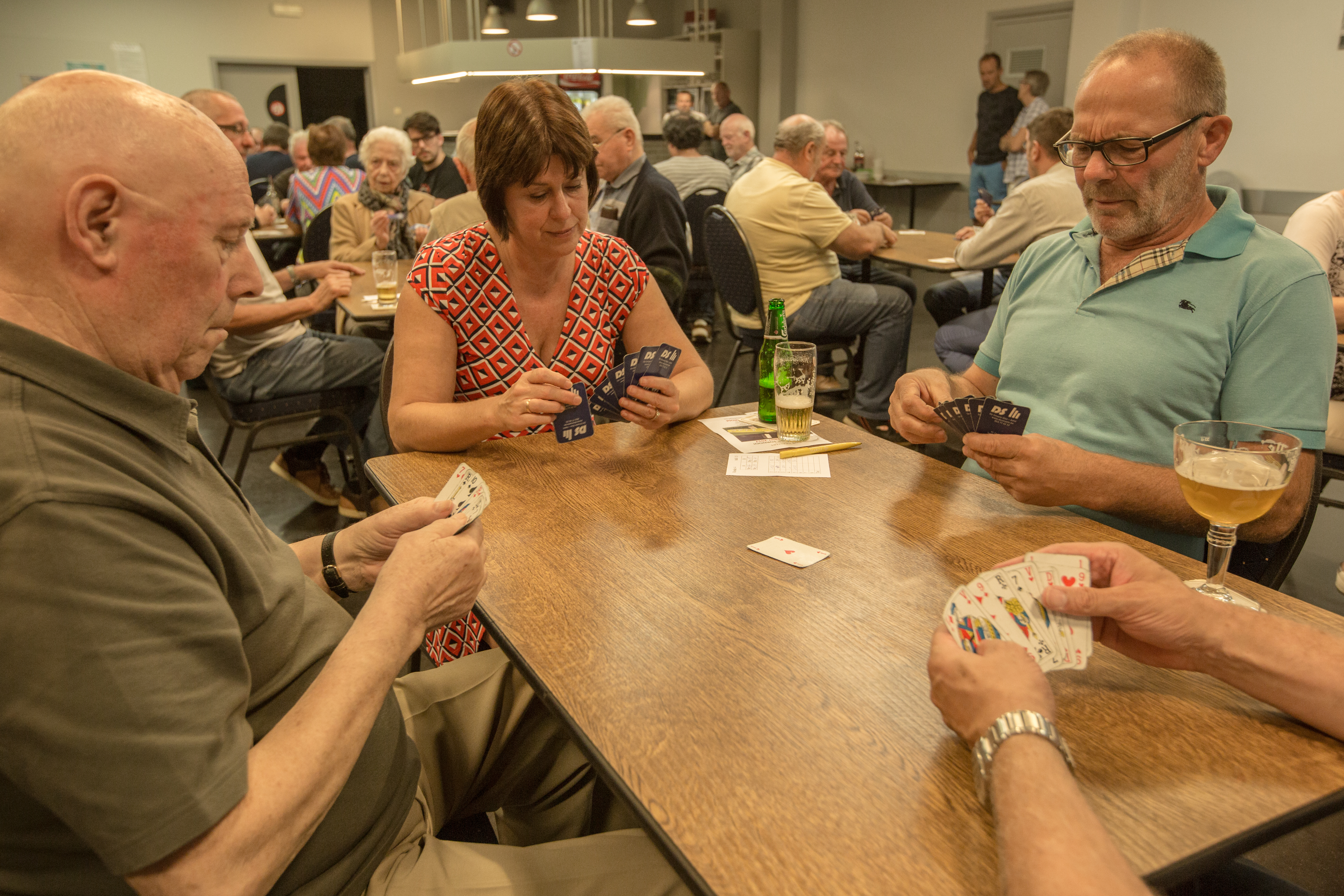
KWB-belotting in Haaltert, 2017

Belot is een kaartspel dat vooral gespeeld wordt in de Denderstreek. De spelregels lijken erg veel op die van (de Amsterdamse variant van) klaverjassen, waarvan het spel wellicht ook afstamt.
Verschillen met klaverjassen zijn onder andere dat belot met roem (in de Denderstreek 'toon' genaamd) op de hand wordt gespeeld in plaats van met roem op tafel. De speler die troefheer en -dame in handen heeft krijgt 20 punten 'toon'. Bij het spelen van troefheer zegt men dan 'belot', wanneer men troefdame speelt zegt men 'rebelot'. Ook het bieden is anders: De deler 'blikt' een troef door een kaart open te leggen nadat de spelers vijf kaarten hebben gekregen. Vervolgens kunnen spelers, in wijzerzin vanaf de deler, bieden op de kleur van de open kaart. Als iedereen past kunnen de spelers, in dezelfde volgorde, op een andere kleur bieden. Als niemand heeft geboden, dan wordt er opnieuw gedeeld door de volgende speler.

## Oorsprong
De vroegste vermelding van belot in de Denderstreek dateert van 18 juni 1952. Op de braderij van de Geraardsbergsestraat in Aalst werd een belotwedstrijd gehouden in café Sportleven. Toevallig werd er op dezelfde dag een superbelotting georganiseerd op de Sint-Margrietfeesten in Baardegem.
Waarschijnlijk is het kaartspel overgewaaid uit Wallonië, met Vlaamse arbeiders die naar de steenkoolmijnen en fabrieken in Charleroi en Luik trokken toen het werk in de eigen regio schaars was. Zo meldde De Gazet van Aalst in 1954 speciale treinen met aansluiting naar Denderleeuw om de mijnwerkers naar Charleroi te voeren. Ze bleven er een hele week en brachten uit Wallonië allerlei gewoontes, dialectwoorden en dus ook het belotten mee.
Nog daarvoor is belot in Wallonië geïntroduceerd vanuit Frankrijk. Daar zou het ontstaan zijn rond 1914. Een zekere monsieur Henri Belot zou het spel hebben meegebracht naar Parijs. Een andere verklaring voor de naam zou zijn dat het een verbastering is van 'bel atout' (alle slagen).
In ieder geval is zeker dat het spel door joodse diamantairs naar Parijs is gebracht. Aangezien belot goed lijkt op de Amsterdamse variant van klaverjassen, lijkt het aannemelijk dat het spel gemuteerd is uit het klaverjassen, dat in de zeventiende eeuw populair werd bij Amsterdamse joden, die het over de hele wereld hebben verspreid.